# Reformierte Kirche Kloten

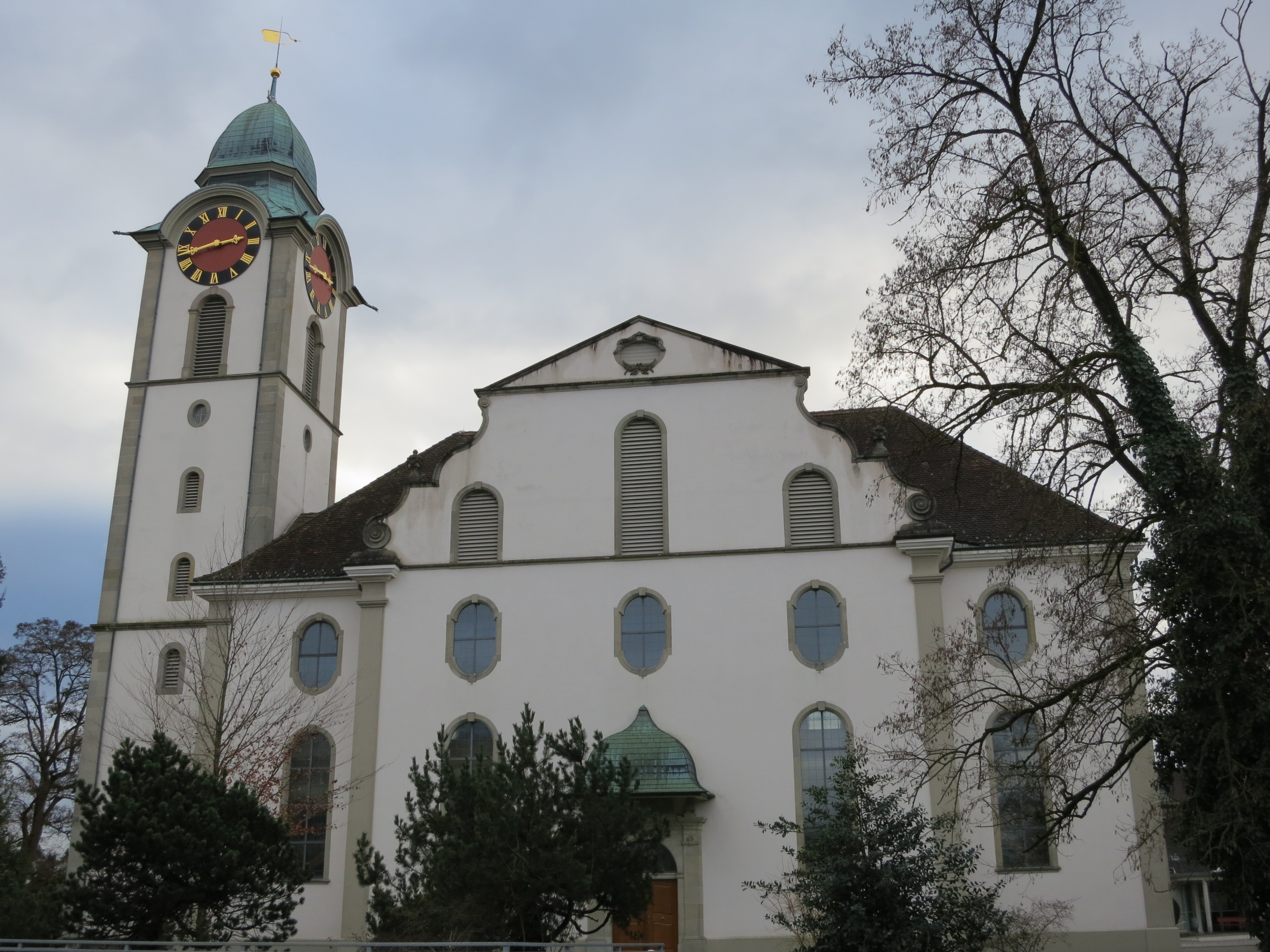
Reformierte Kirche Kloten (2013)

Die reformierte Kirche Kloten ist eine Querkirche von Johann Jakob Haltiner im Stil des Rokoko.

## Geschichte
Der Neubau der Kirche Kloten erfolgte als Reaktion auf das starke Bevölkerungswachstum. Der Architekt Johann Jakob Haltiner führte das Kirchenschiff 1785–1786 aus. Der Turm wurde 1788–1790 hinzugefügt.

## Äusseres
Das Gebäude bildet ein quergerichtetes Kirchenschiff und folgt damit einem seit dem Bau der Kirche Wädenswil in der Region Zürich beliebten Bauschema. An beiden Längsfassaden der Kirche befinden sich Risalite, die mit geschweiften Voluten und Dreiecksgiebeln abgeschlossen sind. Über hohen halbrunden Fenster befinden sich Ovalfenster, in den Risaliten folgt darüber noch eine Zeile mit Rundbogenfenstern. Die Vorzeichen sind mit geschweiften Hauben versehen. Der Turm verfügt über eine Kuppelhaube.

## Inneres
Der festliche Innenraum wurde von Peter Anton Moosbrugger gestaltet. Ionische Pilaster leiten zu den Stichkappen und zur reich verzierten Rokoko-Decke über. Das Schema mit Kanzel an der Südwand und steiler U-Empore an den übrigen Seiten erinnert stark an das Vorbild der Kirche Wädenswil.

## Glocken
In den 1790 neu erbauten Kirchturm wurden vier aus vor-reformatorischer Zeit stammende Glocken mit der Schlagtonfolge f – as – c – es übernommen. Die grosse Glocke (1268 kg schwer) trug die Jahreszahl 1510, die Inschrift +O REX GLORIAE CHRISTE VENI CUM PACE+ und vier Bilder: Jesus mit der Weltkugel, Maria mit dem Kinde, Christus mit der Dornenkrone, Hirten. Die Gemeindeglocke (856 kg) mit der Jahreszahl 1495 und einer der gotischen Inschrift +HILF IM MARIA, WER MICH HÖR, DASS GOTT IHM ALLES LEID ZERSTÖR+ soll nach einer Überlieferung zu Zeiten des Schwabenkrieges irgendwo 'draussen' abgehängt worden sein. Die Betzeitglocke (397 kg) schätze Hermann Rüetschi im Jahr 1904 etwa 600 Jahr alt. Die kleinste Glocke (172 kg) trug dieselbe Inschrift wie die grosse Glocke. Die Gemeindeglocke hatte schon seit den 1840er Jahren einen kleinen Sprung. Die Betzeitglocke fiel einmal ab und blieb im Glockenstuhl hängen. Die grosse Glocke verloren den Klöppel während des Läutens, worauf der Klöppel auf den Boden fiel und sich dort tief in die Erde eingrub. 1905 entschloss man sich, das Geläute durch 4 neue Glocken der Glockengiesserei Rüetschi Aarau komplett zu ersetzen.
- Grosse Glocke (3454 kg) mit Schlagton B. Inschrift: Ehre sei Gott in den Höhen und Friede auf Erden, den Menschen ein Wohlgefallen! (Lukas 2,14)
- Gemeideglocke (1702 kg) mit Schlagton d'. Inschrift: Siehe, ich bin bei euch alle Tage bis an das Ende der Welt! (Matthäus 28,20)
- Betzeitglocke (1003 kg) mit Schlagton f'. Inschrift: Wachet, ihr wisset nicht, zu welcher Stunde euer Herr kommt! (Matthäus 24, 42)
- Kleine Glocke (421 kg) mit Schlagton b'. Inschrift: Lasset die Kinder zu mir kommen und wehret es ihnen nicht, denn solcher ist das Reich Gottes! (Markus 10,14)

Bis 1922 wurden die Glocken von Hand geläutet, seither mit elektrischem Antrieb. 1963 kam eine weitere Glocke (695 kg) mit Schlagton g' hinzu. Gegossen von der Glockengießerei Bachert in Karlsruhe. 2023 wurden das Geläute einer Gesamtsanierung unterworfen. Die bisherigen Klöppel wurden durch deutlich leichtere Klöppel ersetzt. Der Glockenstuhl hydraulisch angehoben und neu auf eine Isolationsmatte gestellt. Zugleich wurden die Fallhämmer an einzelnen Glocken durch Magnethämmer ersetzt.